# سردسته‌ها (فیلم)
سردسته‌ها (به انگلیسی: Queenpins) فیلمی محصول سال ۲۰۲۱ و به کارگردانی آرون گادت و گیتا پولاپیلی است.

## بازیگران
- کریستن بل در نقش کانی کمینسکی
- کربی هاول باپتست در نقش جورجو
- پل والتر هاوزر در نقش کن
- وینس وان در نقش سایمون کیلموری
- جوئل مک هیل در نقش ریک کمینسکی
- دایو اوکنی در نقش ارل
- گرتا اوگلسبی در نقش مادر جوجو
- جک مک‌بریر در نقش مأمور پارک
- آنی مومولو در نقش کریستال
- استفن روت در نقش مأمور فلانگان
- پل راست در نقش آلبرت اندرسون
- بی بی رکسا در نقش تمپه تینا
- تیم شارپ در نقش دلال اسلحه
- ادواردو فرانکو در نقش صندوقدار